# Cyrano de Bergerac (película de 1990)
Cyrano de Bergerac es una película francesa dirigida por Jean-Paul Rappeneau, estrenada en 1990. Se inspira directamente en la obra de teatro del mismo nombre de Edmond Rostand, y aunque respeta el texto, este se halla recortado. 
Los derechos de esta obra publicada en 1897 habían pasado al dominio público, por lo que el productor pudo invertir el dinero en los cuarenta decorados que había, tanto en Francia como en Hungría. Jean-Claude Carrière tuvo que reescribir unos cien alejandrinos al modo de Rostand.
La película es la primera versión cinematográfica de la obra original en color de Rostand y la segunda versión cinematográfica de la obra en el original francés. También es considerablemente más fastuosa y más fiel al original que las versiones cinematográficas anteriores de la obra.
La película se convirtió en un gran éxito desde su estreno, obteniendo 4.732.136 espectadores en Francia. Fue ganadora de diez Premios César (incluyendo Mejor Película), siendo una de las dos únicas películas que ha recibido el premio  César de Césars, junto con El viejo fusil. También obtuvo cinco candidaturas en los Premios Oscar (incluyendo el de Mejor Actor). Otros galardones incluyen la Palma de Oro en el Festival de Cannes y el Premio de Mejor Interpretación Masculina en dicho festival para Depardieu.

## Argumento
El tema está inspirado en la Commedia dell'arte. Tres hombres buscan los favores de la bella Roxana. Uno de ellos tiene poder, el conde de Guiche, otro tiene talento literario, Cyrano (Gérard Depardieu), y el último, Christian, cuenta con la belleza.
Tras unas escenas de amor cortés aparecen las escenas épicas de la guerra, y por último la tristeza.

## Reparto

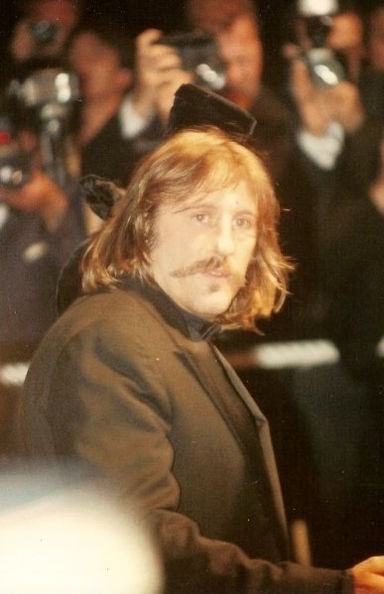
Gérard Depardieu en la edición de 1989 del Festival de Cannes.

- Gérard Depardieu: Cyrano de Bergerac.
- Anne Brochet: Madeleine Robin, llamada Roxanne.
- Vincent Pérez: Christian de Neuvillette.
- Jacques Weber: el conde de Guiche.
- Roland Bertin: Ragueneau.
- Philippe Morier-Genoud: Le Bret.
- Pierre Maguelon: Carbón de Castel-Jaloux.
- Ludivine Sagnier: la hermanita.
- Sandrine Kiberlain: Sor Colette.

## Recepción
La película fue aclamada por la crítica y resultó una de las adaptaciones más exitosas de la obra clásica de Edmond Rostand logrando un 100% de aprobación por parte de la crítica especializada de Rotten Tomatoes un 7.5 en IMDb y un 7.3 en Filmaffinity. La página decine21 expresó "Desde el primer duelo en el teatro hasta su bello y agridulce final, la película está mimada en su puesta en escena, en su finísimo humor y en cada una de las rimas del guión, sin olvidar la monumental interpretación de Gérard Depardieu. El Globo de Oro logrado en 1991 no puede ser más certero... ¡Y al finalizar... os hiero!" 

## Galardones

### Festival de Cannes1990
- Premio de interpretación masculina, para Gérard Depardieu, por Cyrano de Bergerac
- Gran Premio de la Comisión superior técnica, para Pierre Lhomme por la fotografía de Cyrano de Bergerac

### Premios César(1991)
| Categoría        | Persona                          | Resultado |
| ---------------- | -------------------------------- | --------- |
| Mejor película   | Mejor película                   | Ganadora  |
| Mejor director   | Jean-Paul Rappeneau              | Ganador   |
| Mejor actor      | Gérard Depardieu                 | Ganador   |
| Mejor actor      | Jacques Weber                    | Ganador   |
| Mejor decorado   | Ezio Frigerio                    | Ganador   |
| Mejor sonido     | Pierre Gamet Dominique Hennequin | Ganadores |
| Mejor música     | Jean-Claude Petit                | Ganador   |
| Mejor fotografía | Pierre Lhomme                    | Ganador   |
| Mejor vestuario  | Franca Squarciapino              | Ganadora  |
| Mejor montaje    | Noëlle Boisson                   | Ganadora  |

### Premio de la Academia nacional del cine (1990)
- Cyrano de Bergerac, de Jean-Paul Rappeneau.

### Oscar 1990
| Categoría                          | Persona             | Resultado |
| ---------------------------------- | ------------------- | --------- |
| Mejor actor                        | Gérard Depardieu    | Candidato |
| Mejor película de habla no inglesa |                     | Candidato |
| Mejor diseño de vestuario          | Franca Squarciapino | Ganadora  |
| Mejor dirección artística          |                     | Candidato |
| Mejor maquillaje                   |                     | Candidato |